# Herm Schaefer

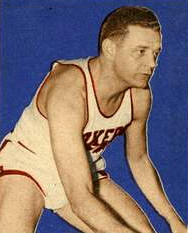
Foto do jogador Herman Shaefer.

Herman H. Shaefer (Fort Wayne (Indiana), 20 de dezembro de 1918 - 21 de março de 1980) foi basquetebolista norte-americano que foi campeão da Temporada da NBA de 1948-49 jogando pelo Minneapolis Lakers.